# Lébedevo
Lébedevo (en rus: Лебедево) és un poble de l'óblast de Saràtov, a Rússia, segons el cens del 2010 tenia 79 habitants. Pertany al districte municipal d'Engels.